# Орисаба (вулкан)
Ориса́ба (исп. Pico de Orizaba) или Ситлалте́петль (аст. Cītlaltepētl от ситлалли — «звезда», тепетль — «гора») — действующий вулкан в Мексике, самая высокая вершина страны. Третья по относительной высоте в Северной Америке (4922 м). Её высота составляет 5636 м по данным GPS и 5611 м по данным системы INEGI.
Стратовулкан, зафиксированы извержения в 1569, 1566, 1545—1565, 1537, 1613, 1630 и 1687 годах, последнее извержение произошло в 1846 году.

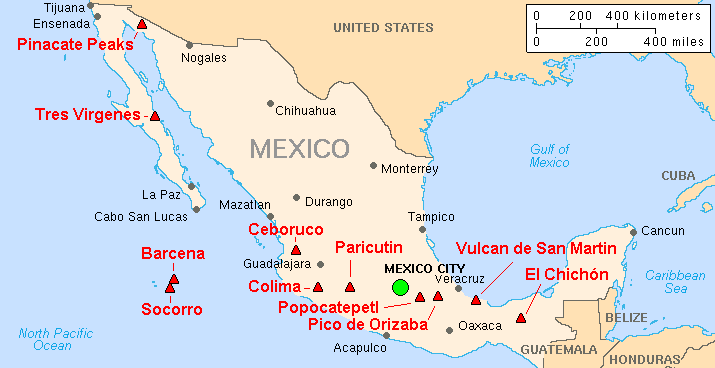
Основные вулканы Мексики